# Tara Palmer-Tomkinson
Tara Palmer-Tomkinson (Basingstoke, Hampshire, 23 december 1971 – Londen, 8 februari 2017) was een Brits presentator, model, columnist en pianist.

## Jeugd
Palmer-Tomkinson was een dochter van skiër Charles Palmer-Tomkinson, die onder andere op de Olympische Winterspelen 1964 uitkwam. Haar zus was schrijfster Santa Montefiore. Palmer-Tomkinson groeide op op het landgoed van haar ouders in Dummer (Hampshire) en ze zat op Sherborne School for Girls in Dorset. Na haar schooltijd werkte ze kort in Londen voor Rothschildbank. Haar familie is goed bevriend met prins Charles.

## Carrière
Ze presenteerde veel programma's op de Engelse televisie, waaronder het populaire Dirty Cows en Top Gear.
In 2004 werd er een verkiezing gehouden, genaamd 100 Worst Britons. De verkiezing werd op Channel 4 getoond en was bedoeld om de 100 Ergste Britten Die We Graag Haten te ontdekken. Voorwaarden waren dat de personen Brits moesten zijn, nog steeds leven en op het moment van de verkiezing niet in de gevangenis of een proces gaande hebben. Palmer-Tomkinson eindigde op de 36e plaats.

## Dood
In januari 2016 werd bij Palmer-Tomkinson een hersentumor gevonden. Op 8 februari 2017 werd ze dood aangetroffen in haar woning in Londen.
- Gemeinsame Normdatei: 136406335
- International Standard Name Identifier: 0000 0003 8274 0995
- Library of Congress Control Number: nb2009012603
- Nederlandse Thesaurus van Auteursnamen: 339754583
- Virtual International Authority File: 265797274
- WorldCat: E39PBJqw7RMYgKbCJFP6bKqfbd